# Alegorías al Trabajo y las Artes
L'escultura urbana coneguda pel nom Alegorías del Trabajo y las Artes, ubicada a la façana principal de l'edifici de la Junta General del Principat (c/ Fruela), a la ciutat d'Oviedo, Principat d'Astúries, Espanya, és una de les més d'un centenar que adornen els carrers de l'esmentada ciutat espanyola.
El paisatge urbà d'aquesta ciutat, es veu adornat per obres escultòriques, generalment monuments commemoratius dedicats a personatges d'especial rellevància en un primer moment, i més purament artístiques des de finals del segle xx.
Les dues escultures, fetes de pedra, són obra de Víctor Hevia, i estan datades entre els anys 1915-1920.
Són part de l'ornamentació de la façana de l'edifici de la Diputació, que va ser construït entre els anys 1900 i 1910. Es tracta de dos grans figures, una masculina, que està dedicada a la indústria i una altra, la femenina, dedicada a les arts.